# Anna Sorokina
Anna Aleksandrovna Sorokina (in russo Анна Александровна Сорокина?; Magnitogorsk, 10 marzo 1990) è un'ex sciatrice alpina russa.

## Biografia
Attiva in gare FIS dal dicembre del 2005, la Sorokina ha esordito in Coppa Europa il 16 gennaio 2008 a Caspoggio in discesa libera (37ª), ai Campionati mondiali a Garmisch-Partenkirchen 2011, dove si è piazzata 33ª nel supergigante, e in Coppa del Mondo il 27 novembre 2011 ad Aspen in slalom speciale, senza completare la gara.
Il 21 febbraio 2012 ha ottenuto a Mosca in slalom parallelo il suo miglior piazzamento in Coppa del Mondo (9ª), risultato bissato il 29 gennaio 2013 nelle medesime località e specialità, alla sua ultima gara nel massimo circuito. Ai Mondiali Schladming 2013, suo congedo iridato, non ha completato lo slalom speciale; si è ritirata durante la stagione 2014-2015 e la sua ultima gara è stata uno slalom speciale FIS disputato ad Abzakovo il 9 dicembre, chiuso dalla Sorokina al 8º posto.

## Palmarès

### Coppa del Mondo
- Miglior piazzamento in classifica generale: 99ª nel 2012 e nel 2013

### Coppa Europa
- Miglior piazzamento in classifica generale: 127ª nel 2013

### Nor-Am Cup
- Miglior piazzamento in classifica generale: 23ª nel 2012
- 1 podio:
  - 1 terzo posto

### Australia New Zealand Cup
- Miglior piazzamento in classifica generale: 3ª nel 2012
- Vincitrice della classifica di supergiante nel 2012
- Vincitrice della classifica di combinata nel 2012
- 7 podi:
  - 3 vittorie
  - 2 secondi posti
  - 2 terzi posti

#### Australia New Zealand Cup - vittorie
| Data             | Località   | Paese         | Specialità |
| ---------------- | ---------- | ------------- | ---------- |
| 7 settembre 2011 | Mount Hutt | Nuova Zelanda | SG         |
| 7 settembre 2011 | Mount Hutt | Nuova Zelanda | SC         |
| 9 settembre 2011 | Mount Hutt | Nuova Zelanda | SL         |

Legenda:

SG = supergigante

SL = slalom speciale

SC = supercombinata

### Campionati russi
- 10 medaglie:
  - 2 ori (supercombinata nel 2011; slalom speciale nel 2012)
  - 4 argenti (supergigante nel 2007; slalom speciale nel 2011; slalom gigante nel 2012; discesa libera nel 2013)
  - 4 bronzi (discesa libera nel 2007; discesa libera nel 2008; slalom gigante nel 2010; discesa libera nel 2011)